# (13860) Neely
(13860) Neely est un astéroïde de la ceinture principale.

## Description
(13860) Neely est un astéroïde de la ceinture principale. Il fut découvert le 15 décembre 1999 à Fountain Hills (Arizona) par Charles W. Juels. Il présente une orbite caractérisée par un demi-grand axe de 3,11 UA, une excentricité de 0,20 et une inclinaison de 17,1° par rapport à l'écliptique.

## Compléments